# Livre VI des Éléments d'Euclide

Le livre VI des Éléments d'Euclide porte sur les figures semblables, le théorème de Thalès, la comparaison des angles au centre d'un cercle avec leurs arcs. Il utilise la théorie des proportions développée dans le livre V.
Il comporte :
- 4 définitions ;
- 33 propositions.

## Les définitions
On y définit ce que sont deux figures semblables (déf.1 et 2). Le nombre d'or est implicitement contenu dans la déf.3 : une droite est dite coupée en extrême et moyenne raison lorsque la droite entière est au plus grand segment comme le plus grand segment est au plus petit. Une telle division a déjà été utilisée dans la prop.10 du livre iv relative à la construction du pentagone régulier.
Enfin, la déf.4 définit la hauteur d'une figure comme étant la perpendiculaire menée du sommet à la base.

## Les propositions
Les propositions abordent les sujets suivants :
- Aire du triangle et du parallélogramme. La proposition 1 énonce que les triangles et les parallélogrammes qui ont la même hauteur sont entre eux comme leur base. Nous dirions aujourd'hui que leur aire est proportionnelle à leur base. Pour prouver cette proposition, Euclide s'appuie d'une part sur la proposition 38 du livre I qui énonce que deux triangles de même hauteur et même base ont même aire, d'autre part sur la théorie des proportions développées dans le livre V. Pour montrer la proportionnalité des aires de deux triangles, il va montrer que, le triangle A ayant pour base a, et le triangle B ayant pour base b, le triangle ayant pour base na a une aire supérieure au triangle ayant une base mb si et seulement si na est supérieur à mb, et ceci pour tout entier n et m. Cela prouve que l'aire de A est à l'aire de B comme a est à b. Ce type de démonstration est couramment utilisé dans la suite du livre. L'aire du parallélogramme étant double de celui du triangle, propriété prouvée dans la proposition 41 du livre I, on en déduit que l'aire du parallélogramme est proportionnelle à sa base. Ce théorème permet d'égaler l'aire du parallélogramme avec l'aire du rectangle de même base et de même hauteur, et l'aire du triangle avec la moitié de l'aire du rectangle de même base et de même hauteur. La proposition 23 prouve que les parallélogrammes équiangles ont entre eux une raison composée des côtés, ce qui peut s'interpréter à nos yeux par le fait que l'aire d'un parallélogramme est proportionnelle au produit des longueurs des côtés.

- Le théorème de Thalès. Celui-ci est prouvé dans la proposition 2. Sa démonstration repose sur une comparaison d'aire des triangles, basée sur la proposition 1. D'autres propriétés relatives à la proportionnalité de segments dans un triangle ou un parallélogramme sont énoncées dans les propositions 3, 14 et 15. Les propositions 16 et 17 prouvent la règle selon laquelle « le produit des extrêmes est égal au produit des moyens ».

- Similitude des triangles et des polygones. Les propositions 6 et 7 prouvent l'équivalence dans un triangle entre avoir des angles égaux et avoir des côtés proportionnels. La proposition 8 énonce une propriété de similitude dans le triangle rectangle, une hauteur étant abaissée. Les propositions 19 et 20 prouvent que l'aire de triangles ou de polygones semblables est proportionnelle au carré d'un de leur côté. La proposition 21 prouve la propriété de transitivité du fait d'être semblable. Diverses propriétés de similitude dans le parallélogramme sont énoncées dans les propositions 24, 26 et 27. La proposition 32 prouve la similitude de deux triangles ayant deux de leurs côtés proportionnels, l'angle contenu par ces deux côtés étant égal.

- Constructions diverses. Les propositions 9 et 10 décrivent des constructions relatives à la division d'un segment de droite en parties données, ou selon une proportion donnée. Les propositions 11 à 13 traitent de la question de construire un segment intervenant dans une relation de proportionnalité, ce qui permet en particulier de construire une moyenne géométrique, généralisant la proposition 14 du livre II. Les propositions 18 et 25 décrivent comment construire une figure semblable à une autre. Les propositions 28 et 29 donnent la construction de parallélogrammes devant respecter certaines contraintes.

- Le théorème de Pythagore. La proposition 31 énonce une généralisation du théorème de Pythagore déjà démontré dans le livre I, en ne se limitant pas à des carrés construits sur les côtés du triangle rectangle, mais en considérant des figures semblables quelconques.

- Angles et arcs dans un cercle. La proposition 33 prouve la proportionnalité des angles au centre avec l'arc qu'ils délimitent.